# Kayleigh
Kayleigh ist eine Rockballade der britischen Rockband Marillion aus dem Jahr 1985. Der Song erreichte Platz zwei der britischen Charts.

## Hintergrund
Das Stück wurde in den Hansa-Tonstudios in Berlin von März bis Mai 1985 aufgenommen. Der Sänger Fish sagte über Kayleigh, es sei eine Art gewesen, Entschuldigung zu sagen:

‘Kayleigh’ was a way of saying sorry. I had a lot of relationships that basically I’d wrecked because I was obsessed with the career and where I wanted to go. I was very, very selfish and I just wanted to be the famous singer but I was starting to become aware of the sacrifices that I was making, and I think that Kay was one of those sacrifices.

Der Song handele nicht nur von einer Person, sondern von drei oder vier verschiedenen Menschen:

‘Kayleigh’ was not just about one person; it was about three or four different people. The ‘stilettos in the snow’ was something that happened in Galashiels, when I can remember we were both really drunk and, you know, dancing under a street light, and ‘dawn escapes from moonwashed college halls’ was part of the Cambridge thing.

Anschließend sei ein großer Druck entstanden, da die Leute Kayleigh, Part II gewollt hätten.
Das Video wurde ebenfalls in West-Berlin produziert und zeigt u. a. das Schloss Charlottenburg, die Spree mit der historischen Kaianlage am Kreuzberger Groebenufer sowie die Berliner Mauer und den Sektorenübergang Heinrich-Heine-Straße. Im Video spielt Tamara Nowy mit, die zur damaligen Zeit in einem Berliner Nachtclub arbeitete. 1987 heiratete Fish Tamara, die Ehe wurde 2001 geschieden. Ihre gemeinsame Tochter ist Tara Rowena.

## Chartplatzierungen
| ChartsChartplatzierungen       | Höchstplatzierung | Wochen |
| ------------------------------ | ----------------- | ------ |
| Deutschland (GfK)              | 7 (18 Wo.)        | 18     |
| Schweiz (IFPI)                 | 19 (6 Wo.)        | 6      |
| Vereinigtes Königreich (OCC)   | 2 (14 Wo.)        | 14     |
| Vereinigte Staaten (Billboard) | 74 (8 Wo.)        | 8      |